# Qikiqtania wakei
Qikiqtania wakei — викопний вид тетраподних хребетних, що існував у пізньому девоні. Викопні рештки тварини знайдено в Канаді. Вважається близьким родичем тіктааліка (Tiktaalik). Вони утворюють стем-групу тетраподів, яка була проміжною ланкою між рибами та земноводними.

## Історія
Голотип знайдено у 2004 році у відкладеннях формації Фрам на острові Елсмір у провінції Нунавут на півночі Канади. Голотипний зразок складається з нижньої щелепи, частково лівої верхньої щелепи та піднебіння, гулярів, цератогіалів, шарнірного лівого грудного плавця та різних шарнірних лусок. Викопні рештки були виявлені за 1,5 км (0,93 милі) на схід від місця, де був виявлений тіктаалік, але з трохи нижчого горизонту в пласті.
Родова назва Qikiqtania походить зі слів мови інуктитут «Qikiqtaaluk» і «Qikiqtani», які представляють традиційної назви регіону, де знайдено викопні рештки. Видова назва wakei дана на честь біолога-еволюціоніста Девіда Вейка.

## Опис
Голотип мав загальну довжину тіла приблизно 75 см (30 дюймів), що менше, ніж у більшості ельпістостегалів. Qikiqtania мав сильні щелепи, які дозволяли йому надійно кусати та утримувати здобич. У його роті був ряд зубів та іклів, і він міг втягувати їжу в рот за допомогою всмоктування.
Комп'ютерна томографія каменю, що містить плавець, виявила повну кінцівку всередині. Ці сканування дозволили авторам опису краще зрозуміти та інтерпретувати викопний матеріал. Плавці були недостатньо міцними, щоб підтримувати тіло на суші, тому тварина жила повністю у воді. Його плечова кістка не демонструє жодних ознак добре розвинутих точок прикріплення м'язів, які спостерігаються у споріднених напівсубаеральних таксонів. На відміну від тіктааліка, який міг би спиратися на мілководді або на суші та використовувати свої кінцівки для підтримки.
Збережена луска має ромбоподібну форму, загалом подібну до луски інших ельпістостегалів. Було знайдено луску на тулубі, включаючи середню лінію спини та боків, грудний плавець та серію бічної лінії. Аналіз луски виявив сенсорні канали, які дозволили б тварині виявити потік води навколо свого тіла.

## Філогенія
|  | Qikiqtania                                                    |
|  |                                                               |
|  | Tiktaalik                                                     |
|  |                                                               |
|  | Elpistostege                                                  |
|  |                                                               |
|  | \| \| Acanthostega \| \| \| \| \| \| Ichthyostega \| \| \| \| |
|  |                                                               |
|  | Acanthostega                                                  |
|  |                                                               |
|  | Ichthyostega                                                  |
|  |                                                               |

|  | Acanthostega |
|  |              |
|  | Ichthyostega |
|  |              |

|  | Qikiqtania                                                    |
|  |                                                               |
|  | Tiktaalik                                                     |
|  |                                                               |
|  | Elpistostege                                                  |
|  |                                                               |
|  | \| \| Acanthostega \| \| \| \| \| \| Ichthyostega \| \| \| \| |
|  |                                                               |
|  | Acanthostega                                                  |
|  |                                                               |
|  | Ichthyostega                                                  |
|  |                                                               |

|  | Acanthostega |
|  |              |
|  | Ichthyostega |
|  |              |

|  | Qikiqtania                                                    |
|  |                                                               |
|  | Tiktaalik                                                     |
|  |                                                               |
|  | Elpistostege                                                  |
|  |                                                               |
|  | \| \| Acanthostega \| \| \| \| \| \| Ichthyostega \| \| \| \| |
|  |                                                               |
|  | Acanthostega                                                  |
|  |                                                               |
|  | Ichthyostega                                                  |
|  |                                                               |

|  | Acanthostega |
|  |              |
|  | Ichthyostega |
|  |              |

|  | Qikiqtania                                                    |
|  |                                                               |
|  | Tiktaalik                                                     |
|  |                                                               |
|  | Elpistostege                                                  |
|  |                                                               |
|  | \| \| Acanthostega \| \| \| \| \| \| Ichthyostega \| \| \| \| |
|  |                                                               |
|  | Acanthostega                                                  |
|  |                                                               |
|  | Ichthyostega                                                  |
|  |                                                               |

|  | Acanthostega |
|  |              |
|  | Ichthyostega |
|  |              |